# Mostuea hymenocardioides
Mostuea hymenocardioides är en tvåhjärtbladig växtart som beskrevs av Hutchinson och Dalziel. Mostuea hymenocardioides ingår i släktet Mostuea och familjen Gelsemiaceae. Inga underarter finns listade i Catalogue of Life.